# Rhinagrion mima
Rhinagrion mima là loài chuồn chuồn trong họ Megapodagrionidae. Loài này được Karsch mô tả khoa học đầu tiên năm 1891.